# 凯弗豪森
凯弗豪森（德語：Kefferhausen，發音：[kɛfɐˈhaʊzn̩]）是德国图林根州艾希斯费尔德县曾经的一个市镇，面积10.39平方千米，2017年12月31日人口为723人。2019年1月1日，凯弗豪森与另外3个市镇并入市镇丁格尔施泰特。